# Epimachius Pelusiota
Svatý Epimachius Pelusiota, také známý jako Epimachus Alexandrijský, byl egyptský asketik a mučedník. Katolická a pravoslavná církev jej uctívají jako světce.

## Život
Narodil se v Egyptě a dlouhou dobu žil v ústraní na hoře Pelusium. Aby se uživil, pracoval jako tkadlec spolu se svými dvěma společníky: Theodorem a Callinicosem. Ve věku 27 let se doslechl, že Polemius, guvernér Egypta, pronásleduje křesťany. Následně odešel do El-Bakroug (poblíž Demery) a zničil některé pohanské modly a prohlásil, že i on je křesťan.
Apellianos, alexandrijský eparcha, nechal Epimacha krutě mučit na kole. Kapka jeho krve stříkla do očí slepé panny a ta okamžitě začala vidět. Dívka a její rodina konvertovali ke křesťanství a byli také umučeni. Zuřivý guvernér nařídil Epimachovi sťat hlavu mečem.
Těla se dotkl hluchoněmý voják a i on okamžitě slyšel a promluvil. Někteří z věřících z města Edku přišli a vzali tělo a událo se u něj mnoho zázraků. Jeho příbuzní z Demery odnesli tělo do El-Barmoun. Zdejší guvernér jej nechal zabalit do drahých rubášů a nechal postavit kostel, pod kterým byl mučedník pohřben.
Jeho svátek je připomínán 31. října.